# 沖公祐
沖 公祐（おき こうすけ、1971年 - ）は、日本の経済学者。香川大学経済学部教授。博士（経済学）。専門分野は理論経済学。研究テーマは資本主義経済の基礎理論。2013年、経済理論学会奨励賞受賞。

## 略歴
- 1971年 広島県生まれ。
- 1995年 東北大学経済学部経済学科卒業。
- 1997年 東京大学大学院経済学研究科修士課程経済理論専攻修了。
- 2003年 東京大学大学院経済学研究科博士課程経済理論専攻修了。
- 2003年 東京大学大学院経済学研究科助手。
- 2006年 香川大学経済学部講師。
- 2007年 香川大学経済学部准教授。
- 2012年 ケンブリッジ大学経済学部客員研究員。
- 2014年 香川大学経済学部教授。

## 著書
単著
- 『余剰の政治経済学』日本経済評論社、2012年

分担執筆
- 『貨幣・信用論の新展開』小幡道昭編  社会評論社、1999年
- 『市場経済の神話とその変革――〈社会的なこと〉の復権』佐藤良一編  法政大学出版局、2003年
- 『金融システムの変容と危機』SGCIME編　御茶の水書房、2004年
- 『政治経済学の政治哲学的復権――理論の理論的〈臨界‐外部〉にむけて』長原豊編　法政大学出版局、2011年
- 『現代の経済思想』橋本努編　勁草書房、2014年
- 『現代思想と政治――資本主義・精神分析・哲学』市田良彦・王寺賢太編　平凡社、2016年

訳書
- 『成長と分配』ダンカン・K・フォーリー、トマス・Ｒ・マイクル著、佐藤良一、笠松学監訳　日本経済評論社、2002年
- 『経済学と知――ポスト／モダン・合理性・フェミニズム・贈与』スティーブン・カレンバーグ、ジャック・アマリーリォ、デイヴィッド・ルッチオ編、長原豊監訳　御茶の水書房、2007年
- 『共産主義の理念』コスタス・ドゥーズィナス、スラヴォイ・ジジェク編  長原豊監訳、比嘉徹徳、松本潤一郎共訳　水声社、2012年
- 『所有と進歩』ロバート・ブレナー著　長原豊監訳、山家歩、田﨑愼吾共訳　日本経済評論社、2013年